# Dicranum schleicheri
Dicranum schleicheri är en bladmossart som beskrevs av C. Müller 1848. Dicranum schleicheri ingår i släktet kvastmossor, och familjen Dicranaceae. Inga underarter finns listade i Catalogue of Life.